# Natalja Wenediktowna Kowschowa
Natalja Wenediktowna Kowschowa (russisch Ната́лья Венеди́ктовна Ковшо́ва; 1920–1942) war eine sowjetische Scharfschützin im Zweiten Weltkrieg.

## Leben
1938 wurde sie Mitglied im Komsomol. Während heftiger Kämpfe am 14. August 1942 in der Nähe des Dorfes Sutoki-Bjakowo im Gebiet Nowgorod gerieten die Scharfschützin der Roten Armee Natalja Kowschowa und ihre Begleiterin Marija Poliwanowa in eine Falle der Wehrmacht. Ihre Einheit hatte schwere Verluste erlitten, so dass sie allein und ungeschützt waren. Ihre Munition war aufgebraucht und sie waren völlig eingekesselt. Daher beschlossen sie, vier Granaten zu zünden und dabei sich selbst und einige deutschen Soldaten zu töten.
Postum erhielt sie die Auszeichnung Held der Sowjetunion und wird für immer im Bestand des Truppenteils geführt, in dem sie diente.